# 坪川脩吉
坪川 脩吉（つぼかわ しゅうきち、1881年（明治14年）10月24日 - 1946年（昭和21年）12月14日）は、大日本帝国陸軍軍人。最終階級は陸軍少将。

## 経歴・人物
新潟県出身。1902年（明治35年）陸軍士官学校第14期卒業。
1928年（昭和3年）3月に陸軍砲兵大佐・独立山砲兵第1連隊長、1929年（昭和4年）12月に野戦重砲兵第4連隊長を経て、1932年（昭和7年）8月8日に陸軍少将に進級と同時に待命、同月30日に予備役に編入した。

## 栄典
勲章等
- 1940年（昭和15年）8月15日 - 紀元二千六百年祝典記念章[3]